# Monastère du Pantocrator (Constantinople)

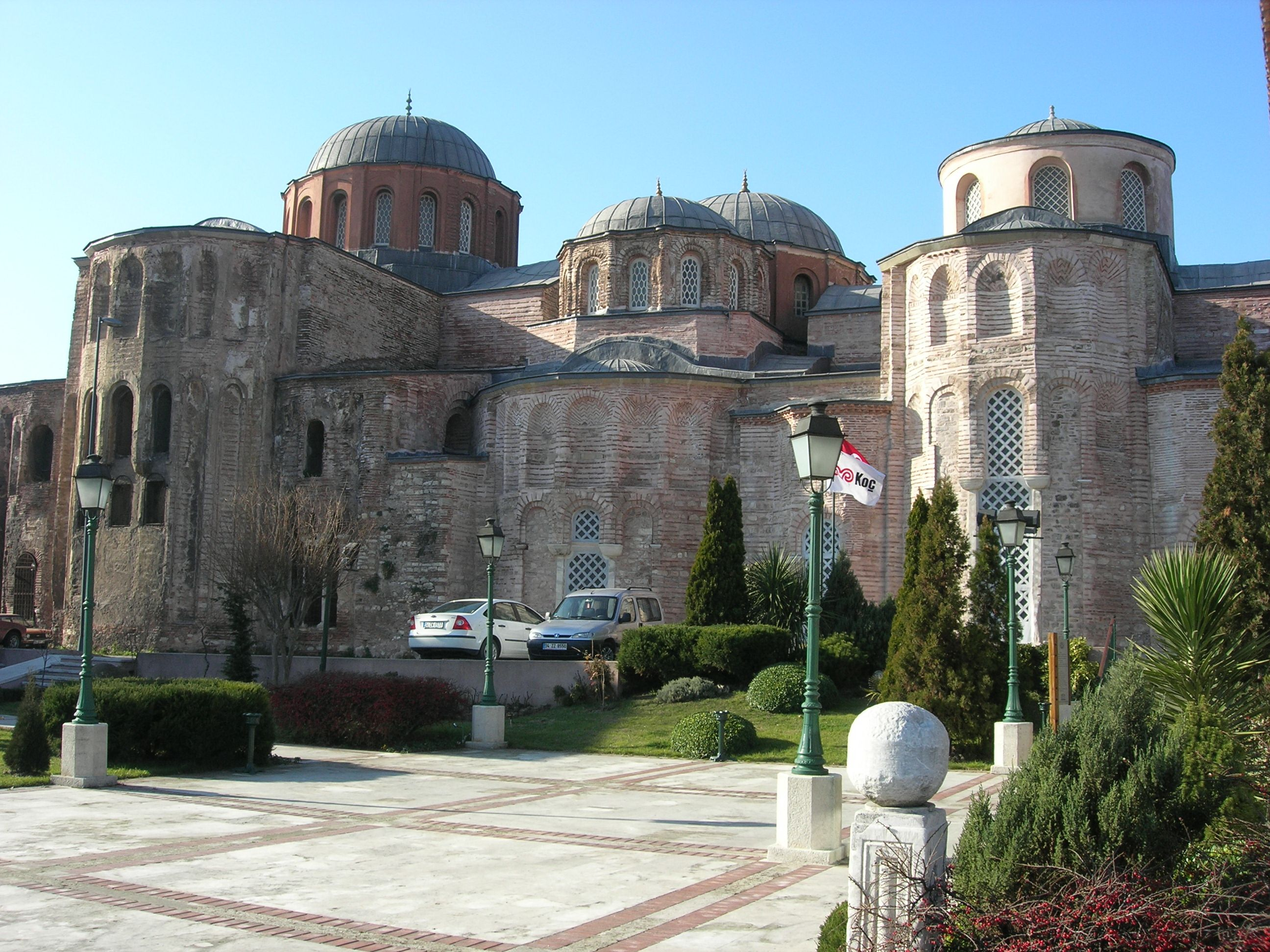
Vue depuis le nord-est, avec de gauche à droite l'abside de l'église du Pantocrator, celle de l'église Saint-Michel, et celle de l'église de la Vierge Miséricordieuse

Le monastère du Christ Pantocrator (en grec : Μονὴ τοῦ Παντοκράτορος Χριστοῦ) est un établissement religieux chrétien fondé à Constantinople au XIIe siècle. Le complexe architectural central a été reconverti en mosquée après la conquête ottomane de 1453 et a pris le nom de mosquée Zeyrek. Représentatif de l'architecture religieuse de l'époque médio-byzantine, c'est après Sainte-Sophie le plus imposant bâtiment religieux d'Istanbul datant d'avant 1453.
L'établissement fut fondé par l'empereur Jean II Comnène (règne de 1118-1143), sur une hauteur connue comme la « quatrième colline » de Constantinople, dans le quartier appelé à l'époque le Zeugma (secteur centre-nord de la ville, dans le district actuel de Fatih). Dans certaines sources la fondation est attribuée à l'empereur lui-même, dans d'autres à son épouse, Irène de Hongrie (morte en 1134). Le typikon (règlement édicté par le fondateur), l'un des rares de l'époque byzantine conservés (une vingtaine), est daté d'octobre 1136.

## Description
Architecturalement, ce qui subsiste aujourd'hui est un ensemble de trois églises parallèles accolées : l'église du Christ Pantocrator, située au sud, construite la première ; l'église de la Vierge Miséricordieuse (Theotokos Eleousa), la plus au nord, édifiée ensuite ; enfin l'église de Saint-Michel-Archange, qui occupe la place centrale, élevée en dernier. Le complexe a été complété du côté occidental par un long narthex divisé en deux et couvrant toute la largeur, puis postérieurement par un exonarthex couvrant seulement la moitié sud.
L'église sud, en face de l'entrée de l'exonarthex, est la plus grande, avec une coupole circulaire de sept mètres de diamètre, la plus large posée sur quatre colonnes isolées dans une église médiévale constantinopolitaine, coupole juchée sur le tambour le plus élevé de l'ensemble percé de seize fenêtres, dominant un espace intérieur carré de près de quinze mètres de côté. Le faste de la décoration intérieure est encore attesté par le pavement de pierres dures, en opus sectile, composé de figures géométriques régulières disposées symétriquement (sol redécouvert en 1953) ; des morceaux de vitraux sertis en plomb, dans les fenêtres de l'abside centrale, ont pour couleur dominante ce qu'on appelait à l'époque en Occident le « bleu grec », alors que le vitrail occidental n'en était qu'à ses débuts ; les colonnes en marbre rouge d'origine (colonnes de remploi) ont été remplacées (après un incendie en 1756 et un séisme en 1766) par des piliers d'influence baroque.
L'église de la Vierge Éléousa est analogue à la première, mais plus étroite, avec une abside moins profonde, et une coupole ovale ; des restes de pavement en marbre et des fragments de vitraux y ont également été retrouvés. Au centre, l'église de l'Archange, chapelle sépulcrale (hérôon) de la dynastie Comnène, a deux coupoles ovales de dimensions différentes et d'orientations perpendiculaires, la plus grande (côté narthex), faisant huit mètres dans la direction est-ouest et sept mètres dans l'autre ; le pavement est également en opus sectile. Une cinquième coupole domine la travée centrale du narthex de l'église sud, en face de l'exonarthex, pour permettre à la lumière de pénétrer par les fenêtres du tambour dodécagonal.
L'établissement d'origine comprenait plusieurs autres bâtiments : le typikon précise que la fondation était prévue pour « pas moins de quatre-vingts moines », dont cinquante chargés de différents services liturgiques, et trente remplissant des fonctions comme cuisiniers, boulangers, jardiniers, responsables des bains, etc. ; en outre, soixante-dix autres moines et six serviteurs étaient affectés aux six dépendances situés en d'autres lieux ; en dehors des moines, cinquante ecclésiastiques de rangs variés étaient également chargés de la liturgie dans l'église de la Vierge Éléousa. Parmi les plus notables sections de l'établissement figuraient un fameux hôpital (ξενών), un hospice pour vieillards (γηροκομεῖον), et une léproserie qui se trouvait dans une dépendance.

## Letypikon
Après la dissolution du monastère sans doute dès 1453 (Zeyrek Mehmet Effendi, personnage éponyme de la mosquée, un lettré qui y tint une medrese, a vécu vers la fin du XVe siècle), l'original unique du typikon (un petit codex en parchemin de 25 cm sur 19 comptant 88 ou 89 folios) se retrouva au début du XVIIIe siècle dans la bibliothèque de Nicolas Mavrocordato, un aristocrate phanariote au service du sultan, qui fut hospodar de Moldavie, puis de Valachie, et mourut à Bucarest le 3 septembre 1730. Après son décès, sa bibliothèque fut dispersée, et à la fin du siècle le document entra en la possession du monastère de Blakseraï, metochion constantinopolitain de celui de Méga Spêlaion près de Kalavryta dans le Péloponnèse. C'est à Méga Spêlaion que Spiridion Lampros le retrouva en juin 1902. Malheureusement la bibliothèque de ce monastère a été entièrement détruite par un incendie le 17 juillet 1934 (sur 351 volumes, seuls trois évangiles furent sauvés). Trois copies du XVIIIe siècle subsistent : le Paris. gr. 389, signalé déjà dans un catalogue de la Bibliothèque royale en 1740 (probablement copié dans la bibliothèque de Mavrocordato) ; le codex 79 du séminaire de Halki (actuellement à la Bibliothèque patriarcale d'Istanbul), recueil de textes ecclésiastiques où le typikon a été copié en octobre 1749 ; le codex 3 (67) de la Biblioteca Foscoliana de Zante, recopié sur le précédent à la fin du XVIIIe siècle. Le texte a été publié en 1895 par Aleksei Dimitrievskij, et plus récemment par Paul Gautier.

## L'hôpital
Les sections du typikon réglementant l'hôpital, l'hospice pour vieillards et la léproserie sont les plus intéressantes historiquement, car c'est le document le plus étendu qui soit conservé sur l'organisation d'un établissement hospitalier à Byzance.
L'hôpital était prévu pour cinquante malades, hommes et femmes, répartis en cinq salles (ὄρδινοι) de dimension différente : une salle de blessés avec dix lits, une pour les malades des yeux ou des entrailles avec huit lits, une salle réservée aux femmes avec douze lits, et deux autres salles pour les malades ordinaires. Chaque salle avait un lit supplémentaire en cas d'urgence, plus six lits percés dont la répartition n'est pas indiquée, soit soixante-et-un lits en tout. Le personnel était très nombreux : chaque section masculine comptait deux médecins, trois assistants titulaires, deux assistants surnuméraires et deux serviteurs, soit trente-six personnes pour trente-huit malades, et la salle des femmes deux médecins, une femme médecin, quatre assistantes titulaires, deux assistantes surnuméraires et deux ou trois servantes, soit onze ou douze personnes pour douze malades. Il y avait en plus un chirurgien herniaire, soit quarante-sept ou quarante-huit personnes, presque autant que de malades. Le dispensaire, où les habitants de la capitale venaient en consultation, employait deux médecins généralistes, deux chirurgiens, quatre assistants titulaires et quatre assistants surnuméraires. Il faut y ajouter deux primiciers, ou inspecteurs médicaux. Mais le fait que les médecins allaient par deux indique qu'ils étaient de service en alternance, un mois sur deux. Les « assistants » (ὑπουργοί) équivalaient à des infirmiers ; ils assuraient à tour de rôle une garde de nuit. Les serviteurs et servantes se relayaient un jour sur deux (pour la propreté des locaux et la distribution de nourriture).
En plus du personnel entourant les malades, il y avait le nosokomos (νοσοκόμος), gérant de l'hôpital, peut-être un moine du monastère, le meizotéros (μειζότερος) ou intendant général, deux comptables, un pharmacien-chef assisté de cinq herboristes, et un didascale assurant l'enseignement de la médecine aux enfants des médecins employés dans l'établissement. Il y avait aussi : un prêtre pour la chapelle des hommes, un pour celle des femmes et un pour les enterrements ; un lecteur pour chaque chapelle ; un huissier et un portier ; un pourvoyeur ; deux cuisiniers, deux boulangers et un meunier ; un chaudronnier-tonnelier et un récureur de chaudrons ; un égoutier ; un repasseur pour l'entretien des instruments chirurgicaux ; cinq blanchisseuses ; un palefrenier pour les chevaux des médecins ; et quatre fossoyeurs, indice d'un taux de mortalité élevé. Soit plus de cent personnes pour cinquante à soixante malades en séjour. Les rémunérations de tout ce personnel se faisaient en espèces et en nature, selon un barème très précis, sur les revenus des biens fonciers dont le monastère était amplement pourvu.
L'hospice de vieillards invalides abritait vingt-quatre pensionnaires, auxquels était allouée une certaine quantité de nourriture, de bois de chauffage et d'argent pour l'habillement. Le responsable (γηροκόμος) était un moine du monastère, et il avait six employés sous ses ordres. Des distributions charitables se faisaient aussi à l'entrée de l'enceinte pour les pauvres de la ville, ravitaillées par la boulangerie (μαγκίπιον) commune à l'hôpital et à l'hospice. Le régime alimentaire dans l'établissement était d'ailleurs purement végétarien : on ne servait jamais ni viande ni poisson, mais uniquement du pain blanc (en grande quantité), des légumes frais ou secs (notamment fèves, pois chiches, oignons), du fromage, de l'huile, et comme boisson du vin.

## Histoire
L'établissement fut célèbre pour sa collection d'icônes et reliques. En 1149, l'empereur Manuel Ier y fit apporter de Thessalonique une icône de saint Démétrios, et en 1169/70 il y fit transporter d'Éphèse une plaque de marbre rouge supposée avoir servi à étendre le corps du Christ dans l'attente de son inhumation (toujours visible dans l'église Saint-Michel, près de la tombe de Manuel). Le premier higoumène connu est Joseph Hagioglykéritès, mentionné à propos de la translation de l'icône de saint Démétrios en 1149, et qui doit être celui qui fut nommé à la fondation, puisque c'était un ancien moine du monastère de la Theotokos Pantanassa sur l'île de Sainte-Glycérie (en face de l'actuel Tuzla), alors que le typikon prévoit que les higoumènes suivants ne pouvaient être choisis que parmi les moines de l'établissement lui-même ; ce Joseph mourut vers 1154/55.
Pendant la domination latine de Constantinople (1204-1261), le monastère se retrouva dans la partie de la ville attribuée aux Vénitiens et devint leur quartier-général. En 1206, ils y installèrent l'icône de la Theotokos Hodêgêtria qu'ils avaient prise de vive force à Sainte-Sophie. Le 4 septembre 1238, Pancrace Gaversono, camerarius communis Venetiæ in Constantinopoli, y fit garder la Couronne d'épines que les Vénitiens avaient reçue en gage de l'empereur latin Baudouin II. On ignore s'il y avait alors toujours des moines grecs, ou s'ils avaient été remplacés par des religieux venus d'Occident.
Après sa reconquête de Constantinople (août 1261), Michel VIII confia le Pantocrator à Théodose de Villehardouin (fils de Geoffroy Ier, prince d'Achaïe, auparavant moine dans la Montagne Noire en Syrie) ; en février 1265, l'higoumène Théodose fut envoyé en ambassade auprès de l'Ilkhan pour négocier le mariage de Marie Paléologue, fille bâtarde de l'empereur ; après son retour, il se retira dans le monastère des Hodèges, ayant donc abandonné la direction du Pantocrator ; en 1275, il fut promu patriarche d'Antioche.
Dans la période suivante, le monastère fut notamment sous Andronic II un lieu où furent enfermés des opposants à sa politique religieuse, et aussi Étienne Detchanski avec ses deux fils entre 1314 et 1321, et peut-être Alexis Philanthropénos. C'est également Andronic II qui refit de l'église Saint-Michel une nécropole impériale en y faisant inhumer sa seconde femme Irène (Yolande de Montferrat) en 1317.
Un siècle plus tard, au début des années 1420, le monastère était tombé dans une profonde décrépitude, les bâtiments étaient délabrés, et il ne restait que six moines. Entre 1422 et 1425, l'empereur Manuel II, sur le conseil de son secrétaire Georges Sphrantzès, nomma à sa tête Macaire Makrès, moine du monastère de Vatopedi sur le Mont Athos. Tenu en très haute estime par l'empereur Jean VIII, nommé protosyncellos (c'est-à-dire deuxième personnage de l'Église de Constantinople après le patriarche), l'higoumène Macaire fut en revanche tenu en suspicion par le patriarche Joseph II. En 1429, l'empereur l'envoya, en compagnie du grand stratopédarque Marc Paléologue Iagarès, auprès du pape Martin V négocier l'union des Églises ; la délégation séjourna un an en Italie et est signalé en août 1430 en Morée ; les discussions étaient apparemment assez prometteuses pour que Jean VIII envisage de renvoyer Macaire à Rome peu de temps après son retour, mais l'higoumène mourut brusquement d'une fièvre le 7 janvier 1431. Sous la houlette de Macaire le monastère avait été quelque peu restauré, et le nombre des moines avait doublé.
L'higoumène Gérontios, sans doute successeur immédiat de Macaire, participa aux assemblées conciliaires de Ferrare et de Florence (1438/39) et contresigna le décret d'union des Églises en juillet 1439. Mais après son retour à Constantinople il se dédit, comme d'autres, et souscrivit à la pétition des anti-unionistes adressée à l'empereur Jean VIII à l'automne 1445. Le monastère, qui comptait donc alors fort peu de moines, survécut peu, ou peut-être ne survécut pas du tout, à la chute de Constantinople le 29 mai 1453.